# Oskar Anderson (Maler)

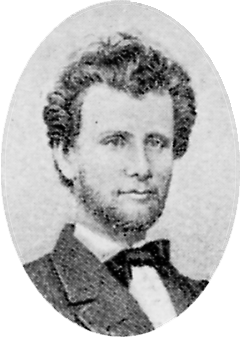
Oskar Leonard Anderson

Oskar Leonard Anderson (* 6. Dezember 1836 in Stockholm; † 26. Juni 1868 ebenda) war ein schwedischer Historien- und Tiermaler, Zeichner und Lithograf.

## Leben
Anderson, Sohn des schwedischen Leibgardisten und Schneiders Johan Anderson und dessen Frau Brita Charlotta Langevall, musste wegen des frühen Tods seines Vaters mit 13 Jahren seinen Lebensunterhalt bestreiten. Er ließ sich zum Lithografen ausbilden und arbeitete in diesem Beruf von 1849 bis 1853. Von 1853 bis 1855 besuchte er die Kunstakademie Stockholm, wo er sich besonders in der Historienmalerei mit Reiterbildern profilierte und bei einer Ausstellung im Jahr 1864 für das Bild Gustav II. Adolf in der Schlacht bei Meve (Gustav II Adolf i slaget vid Mewe) mit der königlichen Medaille geehrt wurde. Mittels eines Reisestipendiums begab sich Anderson nach Düsseldorf, dem Zentrum der Düsseldorfer Malerschule. Von 1864 bis 1868 nahm er dort Privatunterricht bei Wilhelm Camphausen. Dabei vertiefte er insbesondere die Pferdemalerei, die zu seiner Spezialität wurde. Besondere Bedeutung haben die Lithografien, die er 1867 unter dem Titel Studier af hästar och hundar (Studien von Pferden und Hunden) herausgab. 1868 wurde er als Agré in die Stockholmer Kunstakademie aufgenommen. Im gleichen Jahr schied er durch Suizid aus dem Leben.